# Город Давида

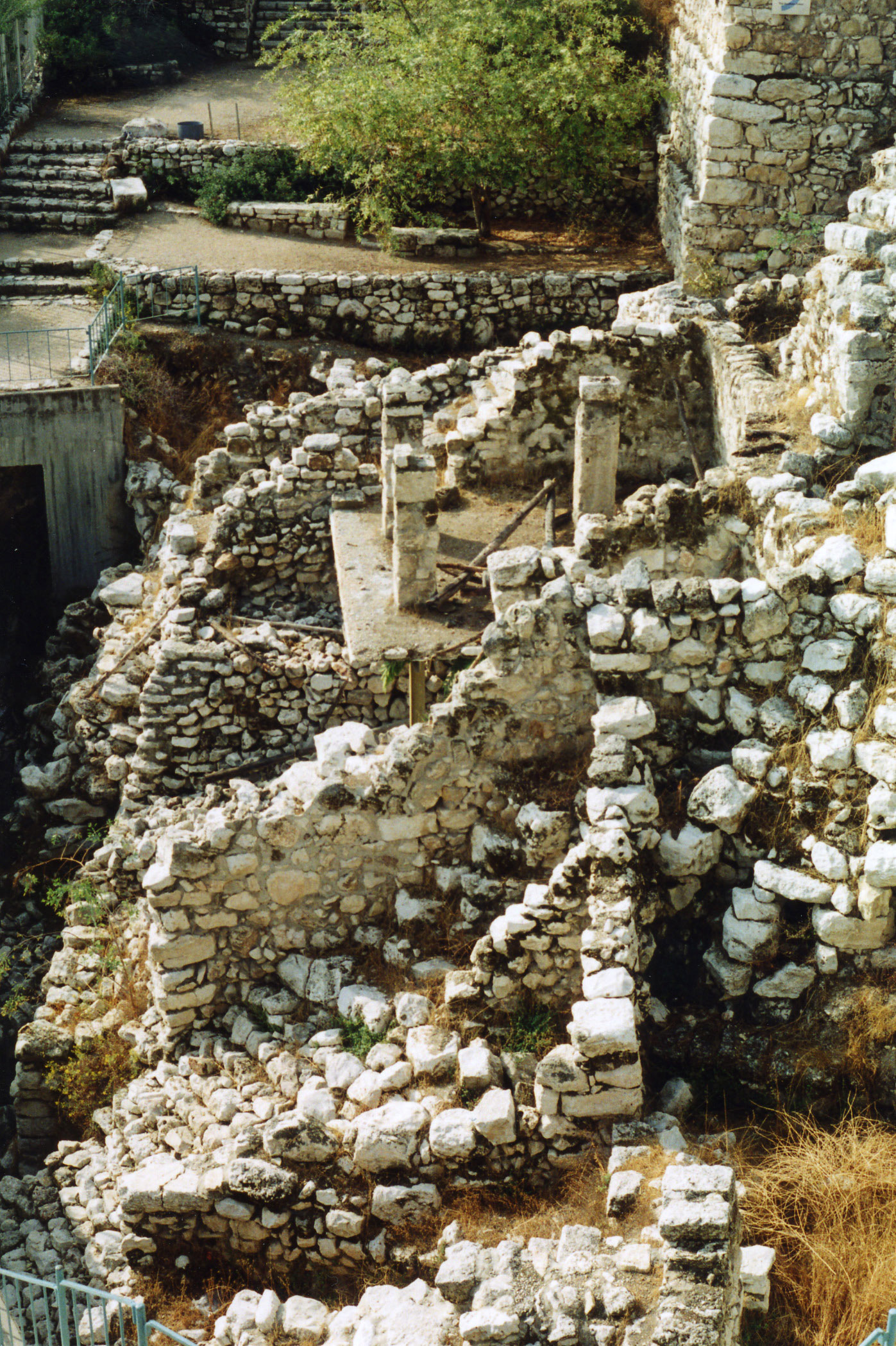

Город Давида (ивр. עיר דוד‎ — Ир Давид) — старейший населённый район Иерусалима на месте древнего города периода иевусеев (называвших его Йевус), а также периода Первого и Второго Иерусалимских храмов. Уже в Бронзовом веке был обнесённым стенами городом; согласно традиции, является тем местом, на котором царь Давид построил свой дворец и основал столицу.

## Местоположение
Расположен на узком горном хребте, проходящем к югу от Храмовой Горы, вне современных городских стен Иерусалима. В до-Израильский период иевусейский Иерусалим (упоминается в Библии как Шалем и Иевус) был отделён от Храмовой горы незаселённой вершиной холма Офель. После завоевания Давидом город стал расширяться на север и включил в себя вершину Офеля, ставшую под властью Израильского царства местом расположения правительства, и нынешнюю Храмовую гору. В период правления Хизкияу/Езекии стены города были раздвинуты к западу, включив ранее не обнесённый стенами пригород — участок к западу от Храмовой горы, ныне известный, как Иерусалимский Старый город.
Иерусалим находился вдалеке от основных торговых путей: «Морского пути» — прибрежной дороги от побережья Газы на север в Финикию и Анатолию — и «Царского пути», дороги, проходившей вдоль Иордана и Мёртвого моря. Для Иерусалима оставался один вариант дороги — «Нагорный путь», линия водораздела, проходящая по хребтам Иудейских гор через Негев и на север в Дамаск. Эта линия проходит на незначительном расстоянии от холма Офель.
Основание города на холме, который окружён более высокими холмами (гора Скопус, Масличная гора, гора Сион, холм Армон ха-Нацив), может показаться неоправданным. Других примеров городов, окруженных горами, в Израиле нет — укрепленные города обычно строились на выделяющейся вершине. Однако именно это место сочетало в себе все основные требования для создания города в древние времена.
- Источник воды на восточном склоне холма Офель, который по общему мнению является главной причиной строительства города именно в этом месте[1]. Его принято считать библейским Геоном (ивр. Гихон).
- Оборона. Как показала история, древний Иерусалим был по тем временам практически неприступной крепостью. Холм Офель, на склоне которого он был построен, был естественным образом защищён долинами Тиропеон с запада и Кедрон с востока, сливающимися на юге в долину Бен-Хинном. Все они в те времена были значительно глубже (когда-то крутая долина Тиропеон с течением времени оказалась по большей части заполнена; в наше время её вообще практически не видно).
- Земледелие. Земли, подходящие для сельского хозяйства, в горной местности обычно весьма ограничены. В Иудейских горах вода, впитываемая известняковыми скалами, образовывает характерную почву терра роса, часто встречающуюся в местах с карстовыми образованиями. Эта почва вымывается дождями в долины, образуя доступные плодородные места.

## История

### Доеврейский период (XIX—X века до н. э.)
Долина Кедрон, отделявшая Офель от нынешнего Старого города, покрыта многовековыми наслоениями; история поселения, расположенного на этом холме, уходит своими корнями в далекое прошлое. Ещё до того, как здесь появился укрепленный город, на этом месте располагалось сельскохозяйственное поселение; а уже около 4000 лет назад здесь существовал город, который упоминается в Торе/Ветхом Завете (Берешит / Бытие 14:18) под именем Шалем.
Раскопки здесь проводятся с конца XIX века. Артефакты Медного века включают в себя осколки глиняных сосудов, найденные в расщелинах скальной породы Макалистером и Дунканом. Эта экспедиция также обнаружила большое количество искусных вырубок в горной породе. Среди них встречались места, где были обтёсаны камни, и прорубленные в скалах каналы для стока воды. Имелось также несколько групп вырубленных в камне маленьких резервуаров, иногда называемых «чашечными отметинами». Предполагается, что они использовались для какого-то рода сельскохозяйственной обработки. Макалистер и Дункан выдвинули гипотезу, что они использовались при производстве оливкового масла. Эдвин ван ден Бринк, отмечающий, что похожие вырезанные в камне резервуары были найдены в Бейт-Шемеш и возле Модиин-Маккабим-Реут, предполагает, что они могли возникнуть в результате многократного размалывания и дробления — как, например, размалывание зерна и дробление оливок. Археолог Эйлат Мазар считает, что они применялись для сбора дождевой воды.
К археологическим находкам Раннего Бронзового века относятся три могилы-пещеры с большим количеством глиняных сосудов, остатки двух домов, характерных для этого периода, и большое количество керамической посуды разных периодов. Иерусалим Среднего Бронзового века несколько раз упоминается в египетских текстах (надписи проклятий, XIX—XVIII века до н. э.) под именем АШММ. Упоминание о нём в эту эпоху присутствует в рассказе о Мельхиседеке (Берешит / Бытие 14:18-20).
Обнаружена глиняная посуда и наконечники стрел, относящиеся к периоду Позднего Бронзового века. В 2010 г. был раскопан древнейший на сегодняшний день иерусалимский документ, датируемый XIV веком до н. э. — осколок глиняной таблички с клинописью на аккадском языке. Текст был расшифрован Такаёси Осимой, аспирантом профессора Уэйна Хоровиц. Согласно Хоровицу, качество письма указывает на то, что это царский документ, предположительно послание царя древнего Иерусалима египетскому фараону. Профессор Кристофер Роллстон, однако, указывает, что документ не содержит упоминаний каких бы то ни было личных имён или титулов, равно как и географических наименований. Он отмечает, что документ действительно высокого качества, но что это не указывает на его принадлежность к «царской международной переписке». Он также предлагает проявить осторожность, прежде чем принимать решение о точной датировке, так как эта находка не относится к определённому слою, а была обнаружена после раскопок в результате процесса «влажного просеивания».
Единственным источником воды древнего ханаанейского Иерусалима был источник Гихон за стенами укрепленного города. Вода источника собиралась в искусственный бассейн, вокруг которого были возведены стены. Уязвимый проход от вершины холма до башни источника внизу был также прикрыт «огромной» каменной стеной. Таким образом, уже в этот период город являлся достаточно большим и мощным, чтобы возвести такие стены и тем самым защитить свой источник водоснабжения.
Среди находок, относящихся к этому периоду — Шахта Уоррена, согласно некоторым мнениям также относящаяся к системе водоснабжения. Чтобы обезопасить подход к площадке над бассейном в случае осады, иевусеи (без железа!) прорубили в скале тоннель к источнику. По нему жители города выходили к площадке, находясь на которой они могли черпать воду из бассейна. В 1867 году археолог и кладоискатель капитан Чарльз Уоррен обнаружил потайной подземный проход, который заканчивался шахтой длиной в 13 метров, спускавшейся к источнику Гихон. Уоррен считал, что обнаруженная им шахта и является той самой «водяной трубой», которая использовалась жителями древнего Иерусалима, черпавшими воду из источника.

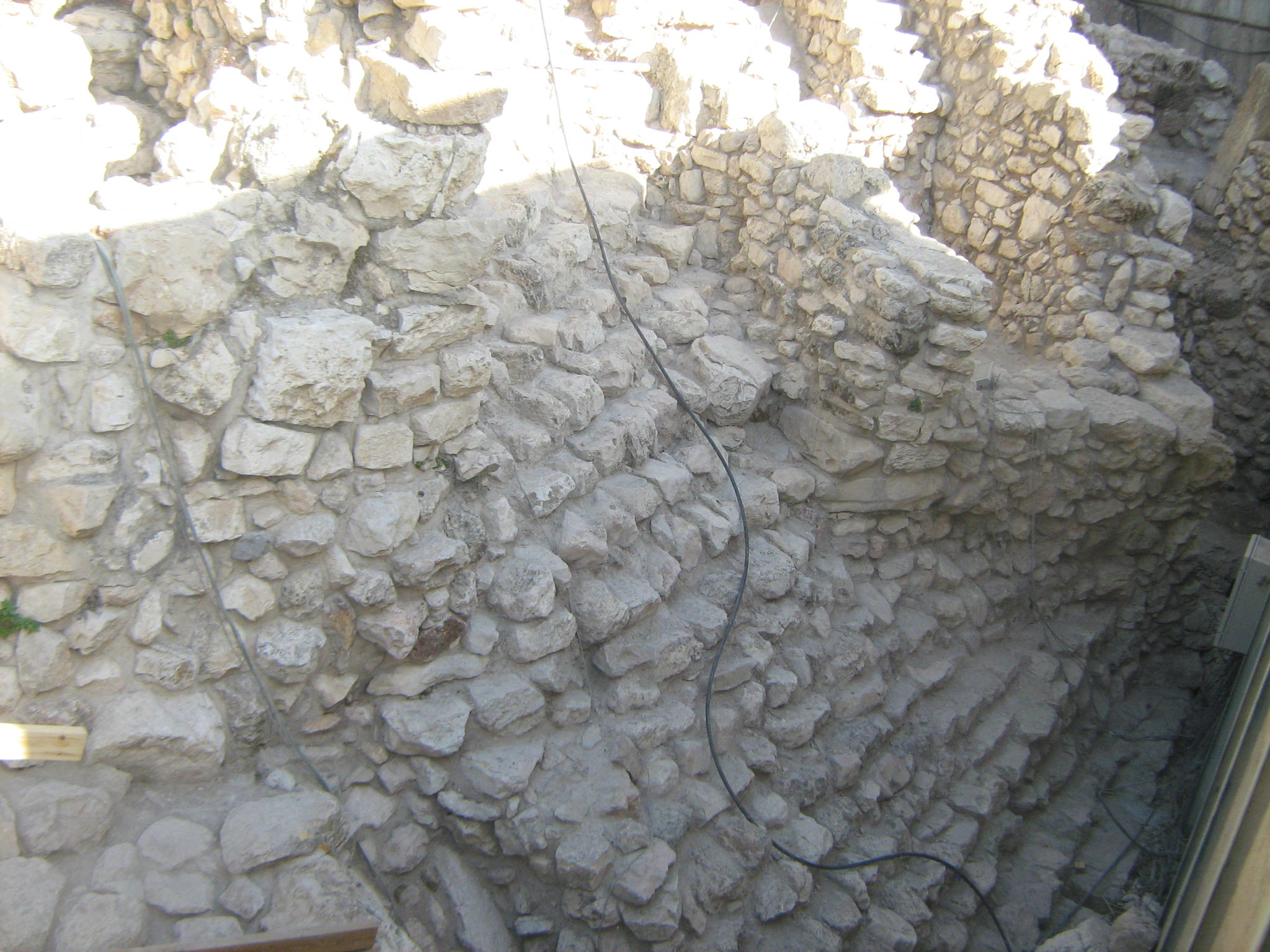
«Ступенчатая стена»

В настоящее время на участке, где располагались сооружения, защищающие источник, производятся археологические раскопки, а ханаанейский туннель открыт для посетителей.
К периоду Железного века I относится построенная в виде уступов большая опорная стена, поднимающаяся на холм в Квартале G. По мнению некоторых археологов, она служила опорой для «Цитадели Сион», упомянутой в истории завоевания города царем Давидом (Шмуэль/Самуил II,5). Была также обнаружена городская стена, датируемая не позднее 12 века до н. э.; ни её существование, ни существование в этот период укреплённого города не оспаривается. Предполагается, что после завоевания израильтяне продолжали использовать неповреждённые иевуситские стены.

### Завоевание Давидом (около X века до н. э.)
К моменту восхождения Давида на трон, Иерусалим не находился в руках израильтян и царской резиденцией был город Хеврон. Помимо особого статуса Иерусалима, как будущего места Храма, его расположение было весьма выгодным для Давида по нескольким причинам.
Давид занял место царя Саула/Шауля, принадлежавшего колену Бениамина. Иерусалим располагался на границе наделов колен Бениамина и Йеуды, что позволило Давиду воздать должную честь лишившемуся трона колену и помогло объединить народ под его властью. К тому же Иерусалим находился на дороге, соединяющей такие города, как Хеврон, Бейт-Лехем и Шхем, что также способствовало централизованному управлению регионами.
Иерусалим оставался единственным городом, не принадлежавшим народу Израиля. Такой статус ему обеспечивал договор, по преданию, заключенный ещё Авраамом. Ко времени Давида этот договор больше не был в силе, однако иевусеи были так уверены в стенах Иерусалима, что смеялись над Давидом:

И пошёл царь и люди его на Иерусалим против Иевусеев, жителей той страны; но они говорили Давиду: «ты не войдешь сюда; тебя отгонят слепые и хромые», — это значило: «не войдет сюда Давид».— Вторая книга Царств (Вторая книга Самуила) 5:6
Однако Давиду удалось взять город, по некоторым мнениям (в частности, Чарльза Уоррена), пробравшись внутрь через тоннель, ведущий к источнику. Другие исследователи считают сомнительной возможность развернуть генеральное сражение таким образом и предполагают, что прорыв через тоннель был использован как отвлекающий манёвр.

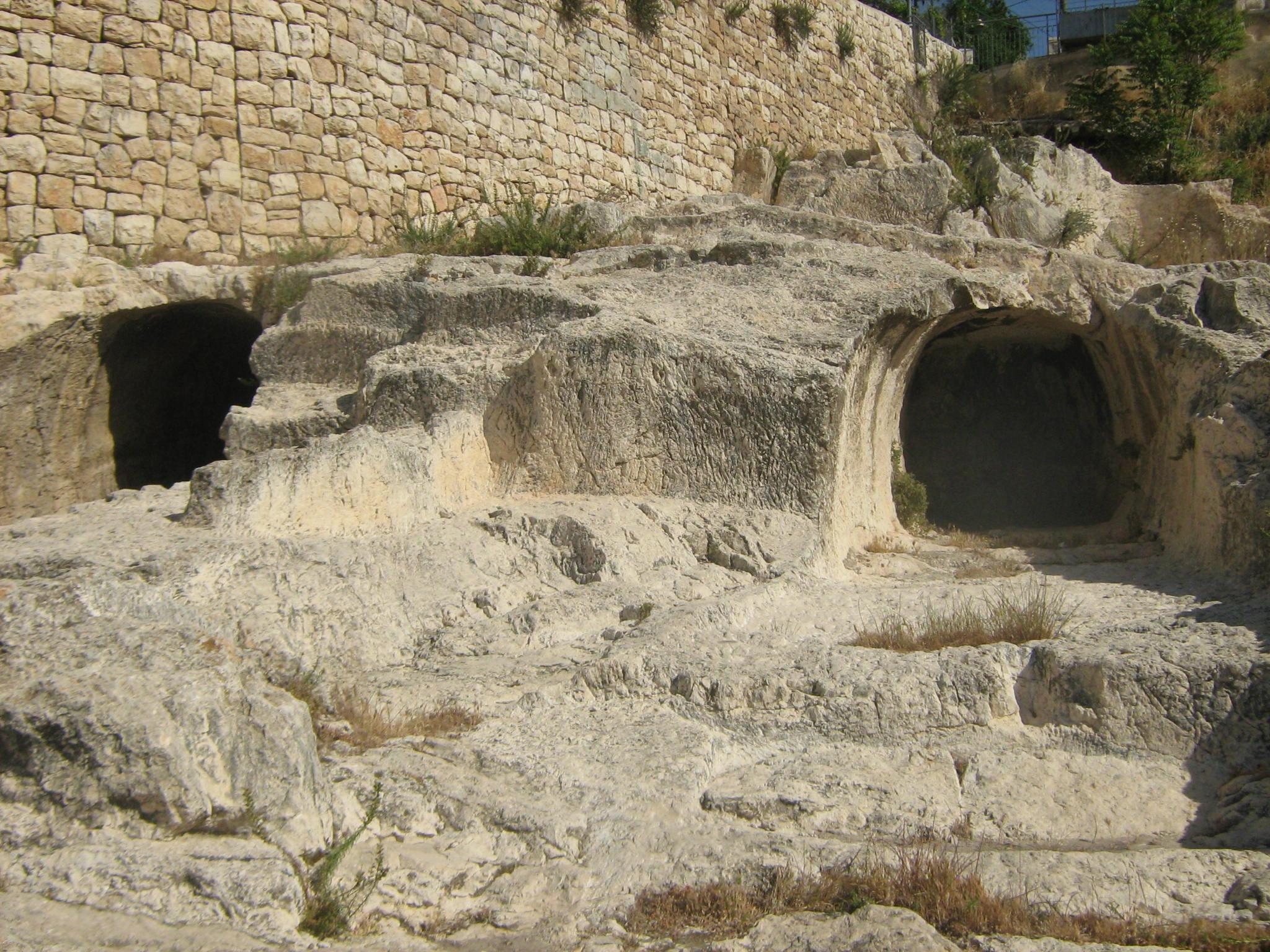
Могилы «династии Давида»

Царь Давид превратил Иерусалим в столицу и перенёс в него Ковчег завета.
В Танахе несколько раз упоминается о строительстве, проведённом царем Давидом в Иерусалиме.
(Шмуэль II, 5:11)
וַיֵּשֶׁב דָּוִד בַּמְּצֻדָה וַיִּקְרָא לָהּ עִיר דָּוִד וַיִּבֶן דָּוִד סָבִיב מִן הַמִּלּוֹא וָבָיְתָה
(Диврей хаЯмим I, 11:8)
וַיִּבֶן הָעִיר מִסָּבִיב מִן הַמִּלּוֹא וְעַד הַסָּבִיב
В этих цитатах говорится о том, что царь Давид отстроил город и расширил его.
Он приобрёл холм, находящийся с северной стороны от города, присоединил его к территории города и на этом холме установил на месте гумна жертвенник. Впоследствии на этом месте сын царя Давида Шломо/Соломон построил Храм. В настоящее время это место носит название «Храмовая гора».

#### Древние стены на территории Города Давида
В 2005 году при раскопках, производившихся Эйлат Мазар, под остатками византийских строений и находившимися ещё ниже остатками строений периода Второго Храма были открыты стены «Большого каменного строения». Была извлечена секция стены длиной 79 метров и высотой 6 метров; толщина стен достигает 2-2,5 метров.
Раскопки являются совместным проектом Еврейского университета, Управления древностей Израиля и Управления природы и парков Израиля, финансирование предоставлено Даниэлем Минцем и Мередит Беркман.

##### Датировка стен
Мазар датировала стены X веком до н. э. По мнению некоторых археологов, «Большое каменное строение» является остатками дворца царя Давида. Другие, — в первую очередь, Израиль Финкельштейн из Тель-Авивского Университета, — возражают, что строение может большей своей частью относиться к гораздо более позднему Хасмонейскому периоду.
Однако, из раскопа продолжают появляться всё новые свидетельства. В число находок входят внутренняя башня с воротами, «царское здание» и угловая башня с основанием 23 на 18 метров, с которой наблюдатели могли присматривать за долиной Кидрон. Согласно Мазар, эти сооружения схожи с укреплениями Мегиддо, Беэр-Шевы и Ашдода эпохи Первого Храма. Мазар сообщила репортёрам, что «Сравнение этой последней находки с городскими стенами и воротами периода Первого Храма, равно как и обнаруженная на месте раскопок глиняная посуда, позволяют нам постулировать, с огромной долей уверенности, что обнаруженная стена — та самая, которая была построена в Иерусалиме царём Соломоном в последней части X века до н. э.».
Данные Мазар подтверждаются импортными предметами роскоши X века, найденными внутри Большого каменного строения — включая две выполненные в финикийском стиле накладки из слоновой кости, когда-то находившиеся на объектах из железа. Сравнимые объекты, найденные в финикийской гробнице в Ахзиве, дают основания предположить, что ими могла быть декорирована рукоять меча. Элизабеттой Боаретто в Институте Вейцмана был проведён радиоуглеродный анализ возраста кости, выявивший вероятное датирование между 1050 и 780 г.г. до н. э. В «царском здании» обнаружили множество осколков дорогих глиняных сосудов. Большое количество роскошных круглых и ладьевидных чаш с узкой красной полосой и ручной полировкой подтверждают как датировку десятым веком, так и утончённый городской образ жизни. Также обнаруженный в здании большой фрагмент «утончённого и элегантного» кувшина, оформленного чёрным по красному, относится к тому типу, возраст которого датируется второй половиной X века до н. э.

##### Прежние раскопки
Ранее стена раскапывалась дважды. В 1867 году Чарльз Уоррен провёл подземное исследование в этом районе, описав контуры большой башни — но без привязки её к эпохе Соломона. Затем работы проводились в 1980-х годах. Г-жа Мазар утверждала, что её работы явились первыми исчерпывающими раскопками — равно как и первыми, в результате которых были получены надёжные доказательства возраста стены.

##### Значение находок Мазар

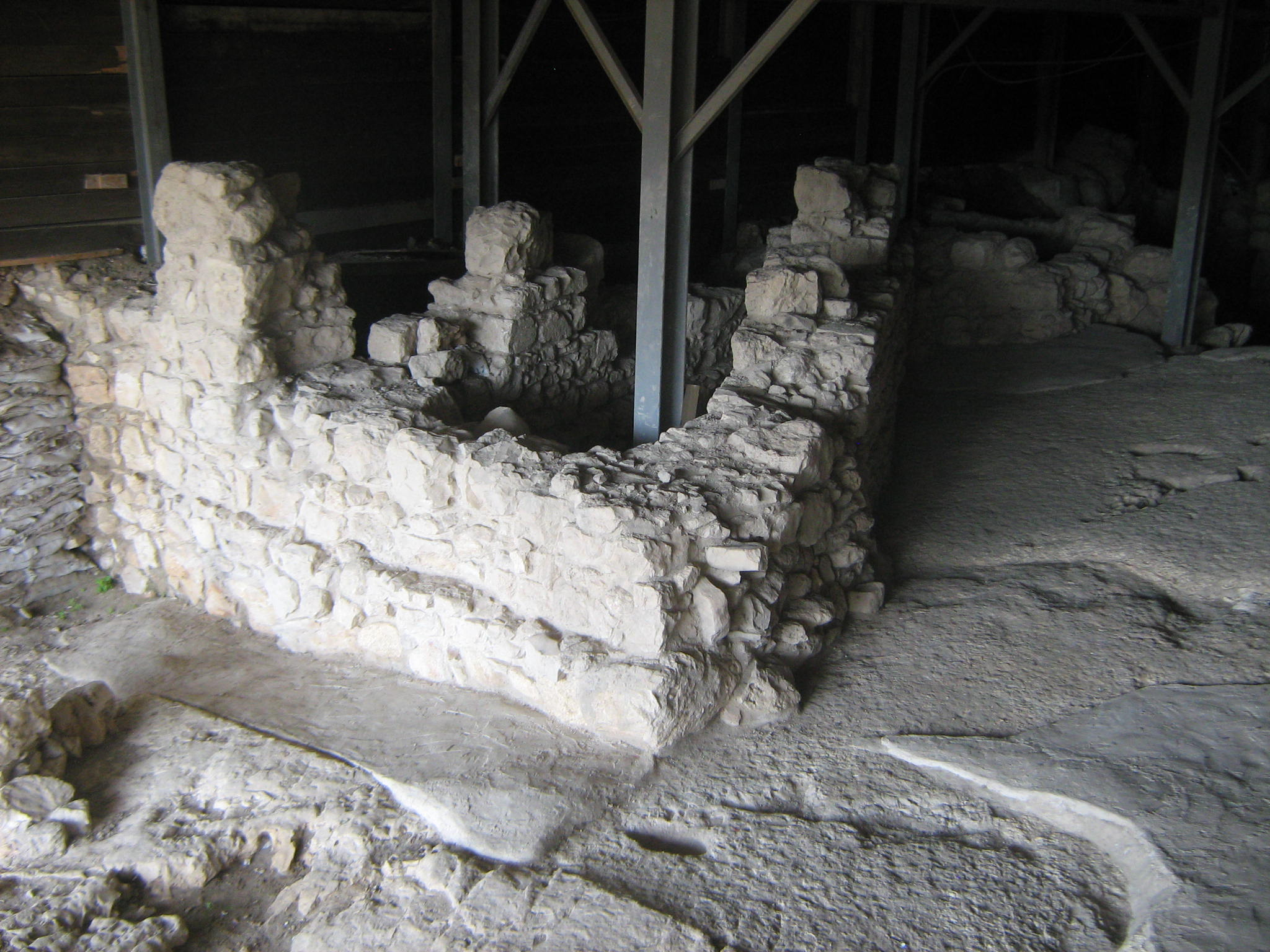
Большое каменное строение («Дворец Давида»)

В Танахе сказано, что царь Давид построил царский дворец. Согласно Мазар, Большое каменное строение: «Это самое значительное сооружение, относящееся ко дням Первого Храма, из найденных нами в Израиле»; а также: «Это значит, что в этот период — X век — в Иерусалиме существовало государство, способное осуществить такое строительство». Эти стены могут быть свидетельством наличия в Иерусалиме зданий, размер которых соответствует столице централизованного царства того времени.
Один из сосудов для хранения несёт на себе надпись на иврите. Мазар сообщила Jerusalem Post, что «Обнаруженные сосуды являются крупнейшими из когда-либо найденных в Иерусалиме», а «надпись, найденная на одном из них, показывает, что он принадлежал правительственному чиновнику — очевидно, человеку, ответственному за надзор за обеспечением царского двора печёными изделиями».
Однако, Арен Маэир, профессор археологии в Университете Бар-Илана, заявил, что должен ещё увидеть доказательства того, что укрепления столь древние, как то утверждает Мазар. Признавая, что в Иерусалиме обнаружены остатки сооружений X века, он называет доказательства существования в этот период сильного, централизованного царства — «шаткими».

### Период Первого Храма (X—VI века до н. э.)

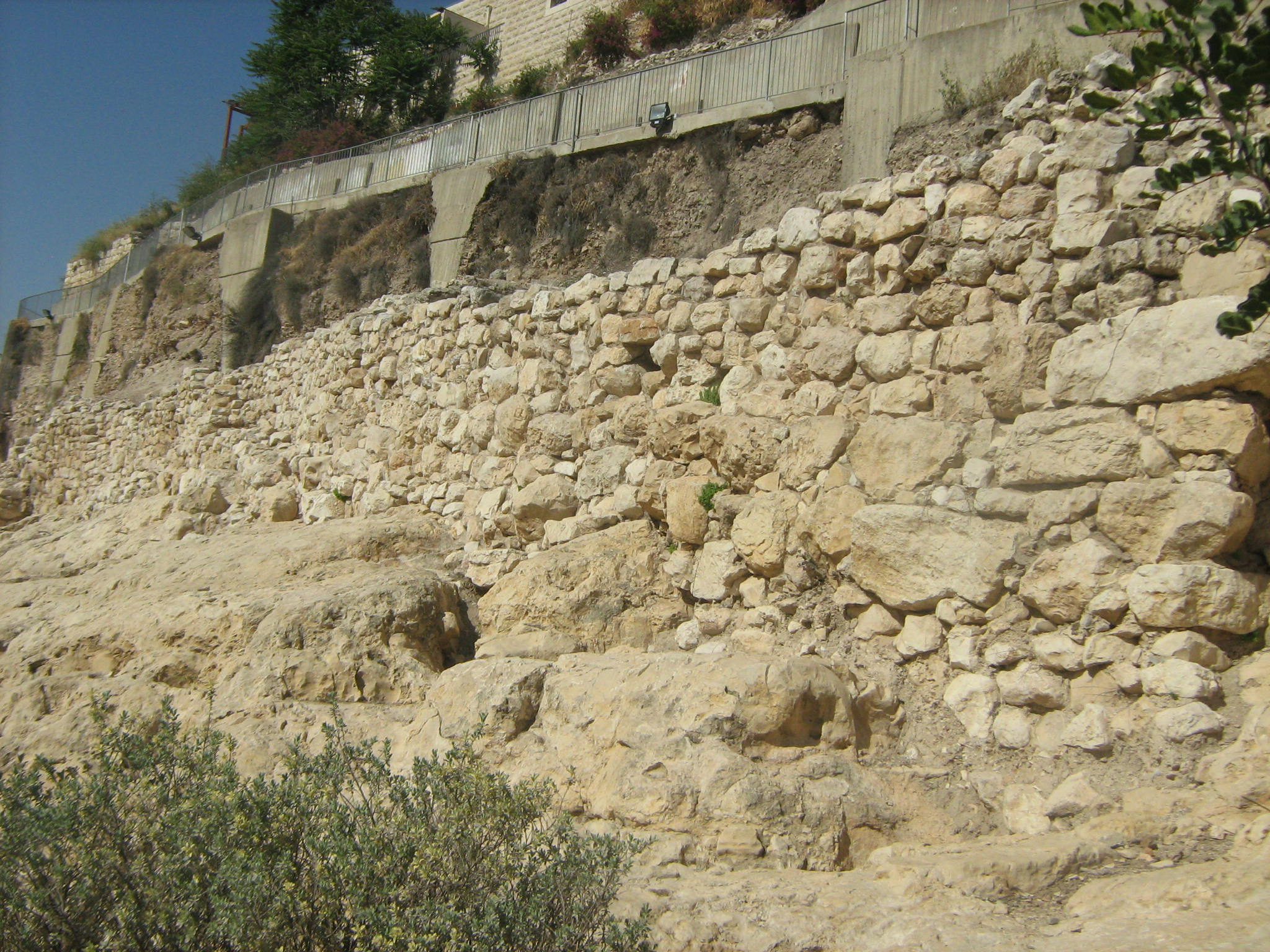
Стены города, участок Е

X век до н. э. — это период, описываемый в Торе/Ветхом завете, как правление царя Шломо/Соломона. Во времена правления Шломо Храмовая гора была присоединена к городу, был построен Храм, ставший духовным центром всех колен Израиля. Это было время политического и экономического расцвета.
После смерти Шломо страна раскололась на северное (Израиль) и южное (Йехуда/Иудея) царства. В 722 году до н. э. северное царство было захвачено ассирийцами, и поток беженцев хлынул в Иерусалим. За короткий промежуток времени город значительно расширился в западном направлении и включил в себя гору Сион и территории, где сейчас расположены армянский и еврейский кварталы Старого города. Это период, соответствующий библейским царям от Хизкияу/Езекии до Иосии и разрушению Иудейского царства Навуходоносором II.

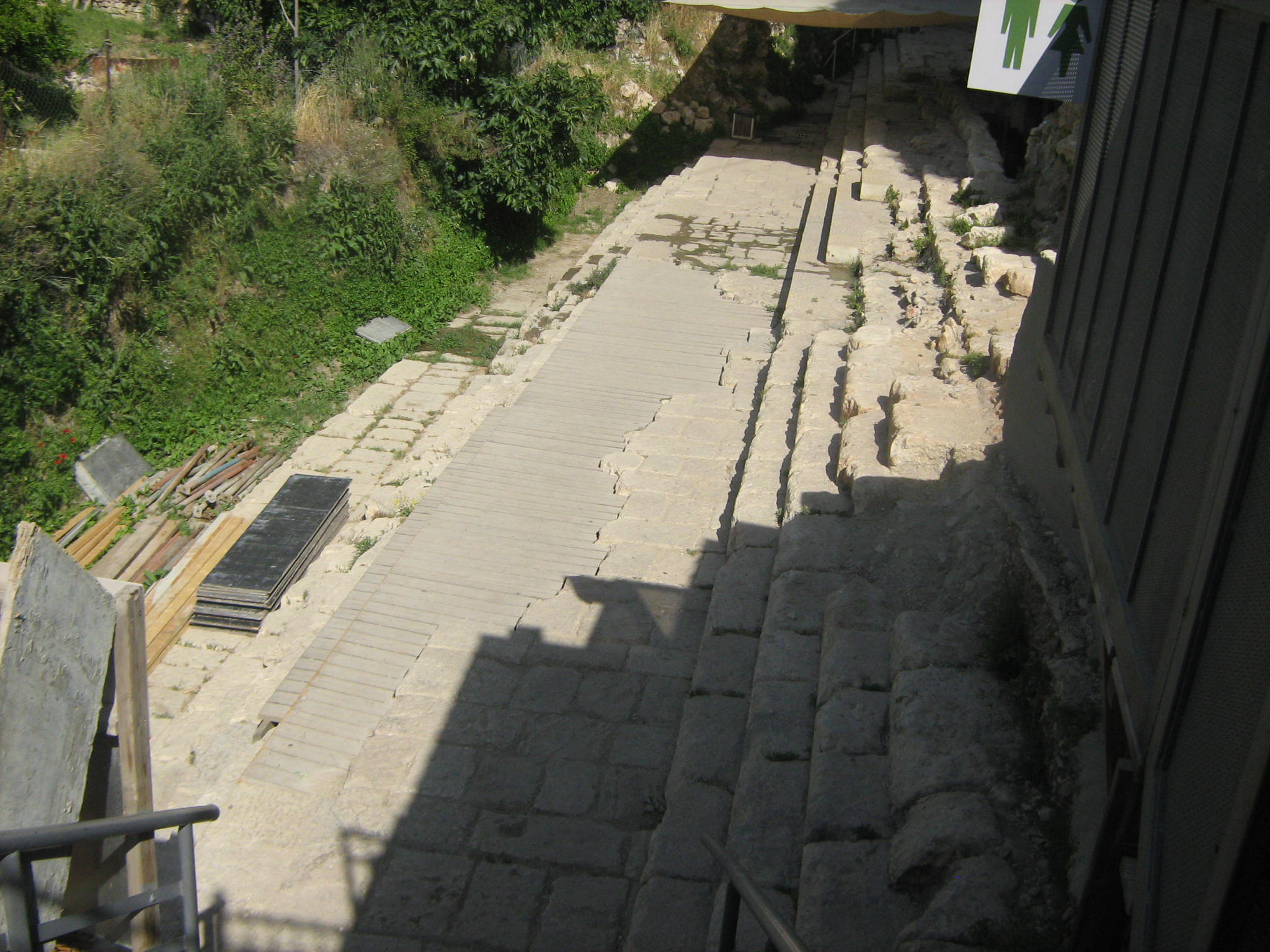
Силоамский водоём

Для защиты города от Ассирии Хизкияу/Езекия построил систему водных сооружений, призванную снабжать жителей города водой в случае его осады. В качестве резервуара для воды в южной части города был построен Силоамский бассейн; прорубленный в скале подземный тоннель длиной 533 метра, по которому вода попадала в город, начинался от источника Гихон и вёл к бассейну. Были скрыты все признаки существования источника Гихон и укреплений, окружавших его в ранние периоды. Затем Езекия окружил новый резервуар и бурно развивающиеся западные пригороды новой городской стеной шириной 7 метров, открытой археологами при раскопках.

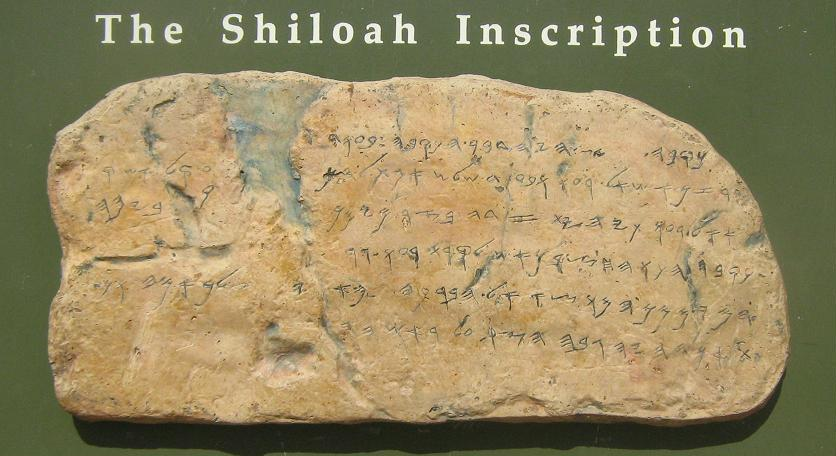
Силоамская надпись (копия)

До наших дней сохранился Силоамский бассейн византийской эры; а недавно археологами обнаружен и бассейн периода Второго храма. Участок источника Гихон и Силоамского бассейна включены в археологический парк, открытый для посещения. Тоннель Езекии, по которому всё ещё текут воды древнего источника, также был раскопан на территории города Давида (в нём была обнаружена Силоамская надпись). Он тоже открыт для посетителей — можно пройти по нему по колено в воде, освещая себе путь фонариком.
На участке раскопок «G» археологами был открыт квартал городской знати. Сохранился большой дом конца периода Первого Храма — так называемый «дом Ехиэля». Своё название он получил по имени, которое удалось прочитать на глиняных осколках, обнаруженных в нём.

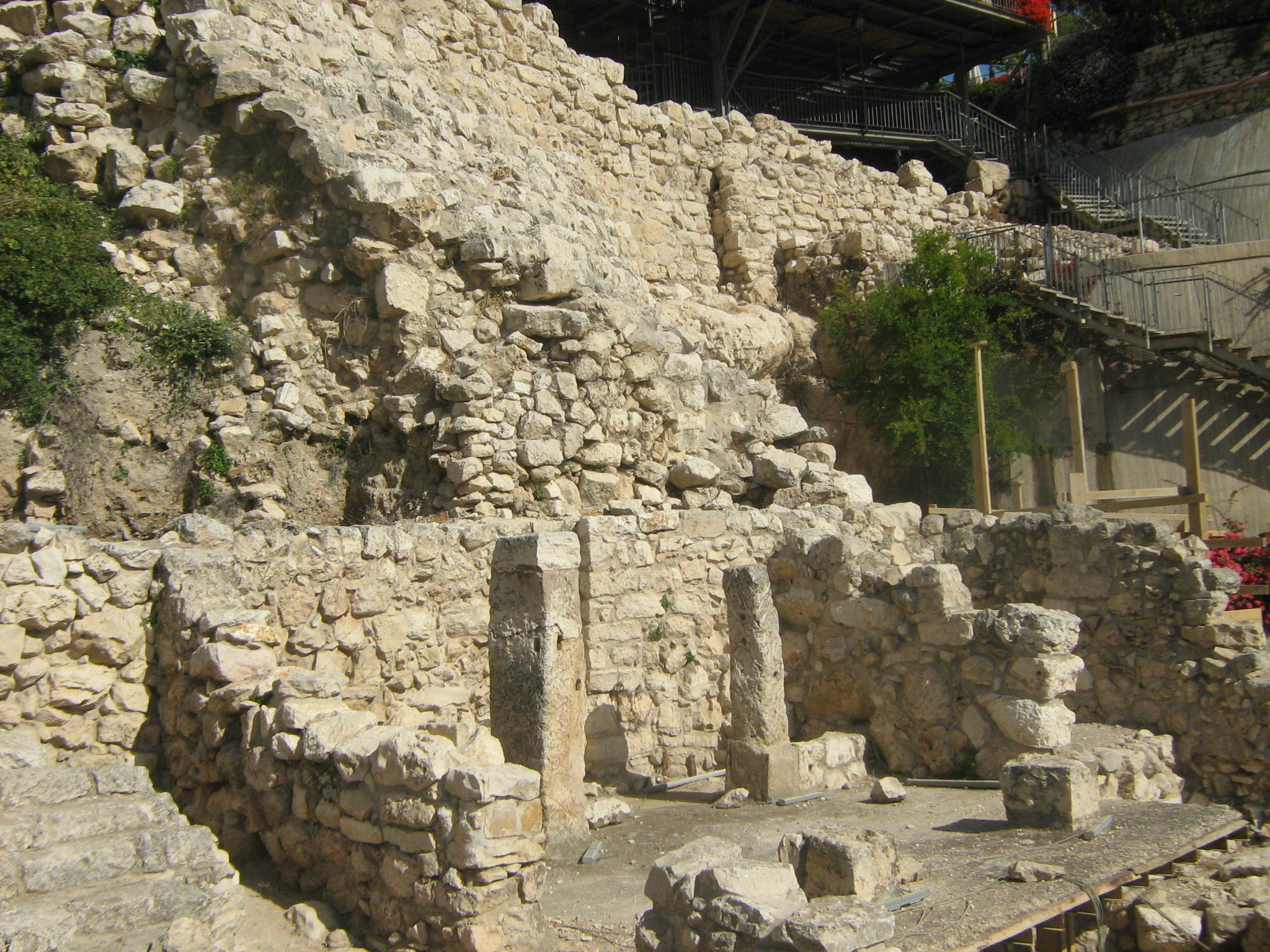
«Дом Ехиеля», квартал периода Первого Храма

На горном хребте вдоль дальнего конца долины Кедрон, в районе Силуан и под ним, найдены тщательно вырезанные в скале гробницы Израильского периода, датируемые периодом от IX до VII в.в. до н. э. Это большие, мастерски выполненные могилы из искусно вырезанного камня — такие, которые могли быть созданы только членами высших «эшелонов» богатого общества. Согласно Давиду Усышкину, «здесь были похоронены министры, аристократы и значительные персоны Иудеи».
Архитектура гробниц и способ захоронения отличаются «от всего, что нам известно, в современной Палестине. Такие элементы, как расположенные высоко над поверхностью входы, остроконечные потолки, прямые потолки с карнизами, 13 могильных ям в форме корыта с подушками, надземные гробницы и выгравированные на фасаде надписи — встречаются только здесь». Хотя сохранились только части трёх надписей, палеография позволяет провести их точную датировку; для большинства археологов этих надписей достаточно, чтобы идентифицировать одну из гробниц с библейским Шебной — управляющим и казначеем царя Хизкияу/Езекии.
Однако, каменные скамьи были вырезаны с подголовниками в стиле, заимствованном от египетских Хаторских париков. Усышкин считает, что архитектурное сходство со стилями строительства финикийских городов подтверждает библейское описание финикийского влияния на израильские царства — и в то же время предполагает, что некоторые из гробниц или все они могли быть построены жившими в Иерусалиме финикийскими аристократами.
В 586 году до н. э. южное царство было захвачено Вавилоном, а Иерусалим был разрушен и сожжён. Там же, на участке «G», была раскопана комната, покрытая толстым слоем пепла. Были найдены остатки сгоревшей мебели, наконечники стрел и разрушенное при пожаре помещение для печатей (аналог современного архива). Огонь пощадил печати и они пролежали в земле до нашего времени. Среди более 50 найденных печатей есть и оттиски, содержащие имена, известные нам из Танаха.

### Период Второго Храма (VI век до н. э. — 70 год н. э.)

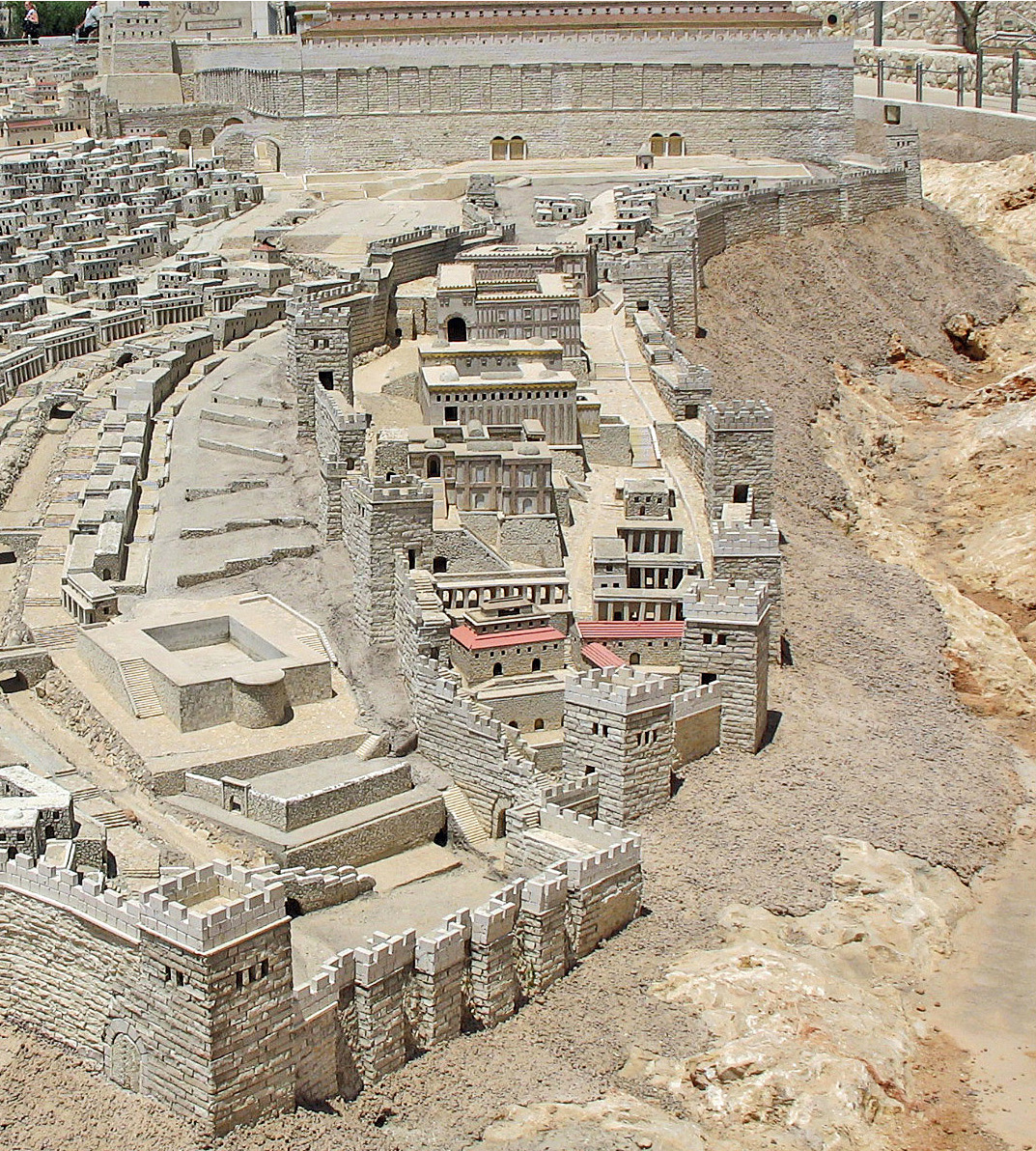
Город Давида на макете Иерусалима периода Второго Храма

В VI веке до н. э. Ближний восток оказался под властью Персии. В 538 году до н. э. персидский царь Кир II Великий издал указ, разрешающий евреям вернуться на свою землю. Однако Иерусалим продолжал оставаться в разрушенном состоянии до 445 года до н. э., когда под руководством Нехемии была воздвигнута новая стена, защищающая город. Вновь был отстроен Храм, вновь евреи, в соответствие с законами Торы, стали приходить в него три раза в год — в праздники Песах, Шавуот и Суккот.
Паломники поднимались от Силоамского бассейна к Храмовой горе по центральной улице (Иерусалимская дорога пилигримов), раскопанной археологами в 2004 году. Мостовая улицы была выложена каменными плитами, а по сторонам располагались магазины. Под плитами мостовой находился водосточный канал, по которому дождевая вода из различных районов города стекала в Силоамский бассейн. Множество интересных находок было обнаружено в этом канале. Среди них две целые глиняные кастрюли, множество монет и золотой колокольчик в форме шарика диаметром около одного сантиметра, с петелькой, аналогичный золотым колокольчикам, украшавшим одежды первосвященника. Скорее всего, этот колокольчик упал под мостовую, оторвавшись от одежды богатого человека, проходившего по этой улице две тысячи лет назад.

К Вавилонскому и Персидскому периодам (586—322 г.г. до н. э.) относятся следующие археологические находки:
- Две буллы в нео-вавилонском стиле, одна из которых изображает священника, стоящего рядом с алтарём богам Мардуку и Набу[29].
- Полированная чёрная каменная печать-скарабеоид, изображающая «вавилонскую культовую сцену» — двух бородатых мужчин, стоящих по обе стороны алтаря, посвящённого вавилонскому богу луны Син. Считается, что скарабеоид сделан в Вавилоне. Под алтарём оставлено место для личного имени, на котором нанесены ивритские буквы, прочтённые Петером ван дер Вееном, как имя Шеломит[30].

Крупные находки периодов Хасмонеев и Ирода (167 г. до н. э. — 70 н. э.) включают в себя, помимо Силоамского бассейна, Дороги пилигримов и Иерусалимского водосточного канала, дворец царицы Елены Адиабенской. Активные раскопки римской эры ведутся на участке автостоянки Гивати.

### Упоминания вНовом Завете, отождествляющие Город Давида с Вифлеемом
- Лука 2:4 «Пошел также и Иосиф из Галилеи, из города Назарета, в Иудею, в город Давидов, называемый Вифлеем, потому что он был из дома и рода Давидова».
- Лука 2:11 «Ибо ныне родился вам в городе Давидовом Спаситель, Который есть Христос Господь».

### Под властью Рима и Византии (I—VII века н. э.)
В 70 году н. э. Иерусалим был полностью разрушен и сожжён римлянами. В 135 году по приказу императора Адриана на его месте начал строиться римский город Элия Капитолина. Первое время город Давида оставался за его пределами, но уже в 3—4 веках н. э. он был вновь заселён. При раскопках археологи нашли большое здание площадью около 1000 м² с открытым внутренним двором, окружённым колоннами. По всей видимости это была римская вилла, принадлежавшая богатому человеку. Она была построена в 3 веке н. э. и разрушена землетрясением 363 года.
В византийский период Иерусалим расширился и распространился на территорию города Давида. При раскопках его северной части открылись жилые дома византийской эпохи, а севернее Силоамского бассейна была обнаружена церковь V века н. э., построенная Евдокией — женой императора Феодосия II. Также по приказу Евдокии были возведены стены вокруг Иерусалима;. при этом территория, окружённая стенами, была наибольшей за всю историю и включила в себя гору Сион и город Давида. К числу археологических находок византийского периода относится также особняк, называемый Домом Евсевия.

### Ранниймусульманскийпериод, периодкрестоносцовимамлюков(638—1516 годы)
В 638 году Иерусалим захватили арабские племена. В результате смены власти евреям было разрешено поселиться в Иерусалиме, что было недоступно в течение сотен лет. Еврейский квартал находился на террирории города Давида. Также, известно, что уже начиная с IX века в западной части города Давида существовал квартал общины караимов.
Когда в XI веке Иерусалим был окружён стенами, город Давида оказался за его пределами.

### Оттоманская империя(1517—1917 годы),Британский мандат(1917—1947 годы)

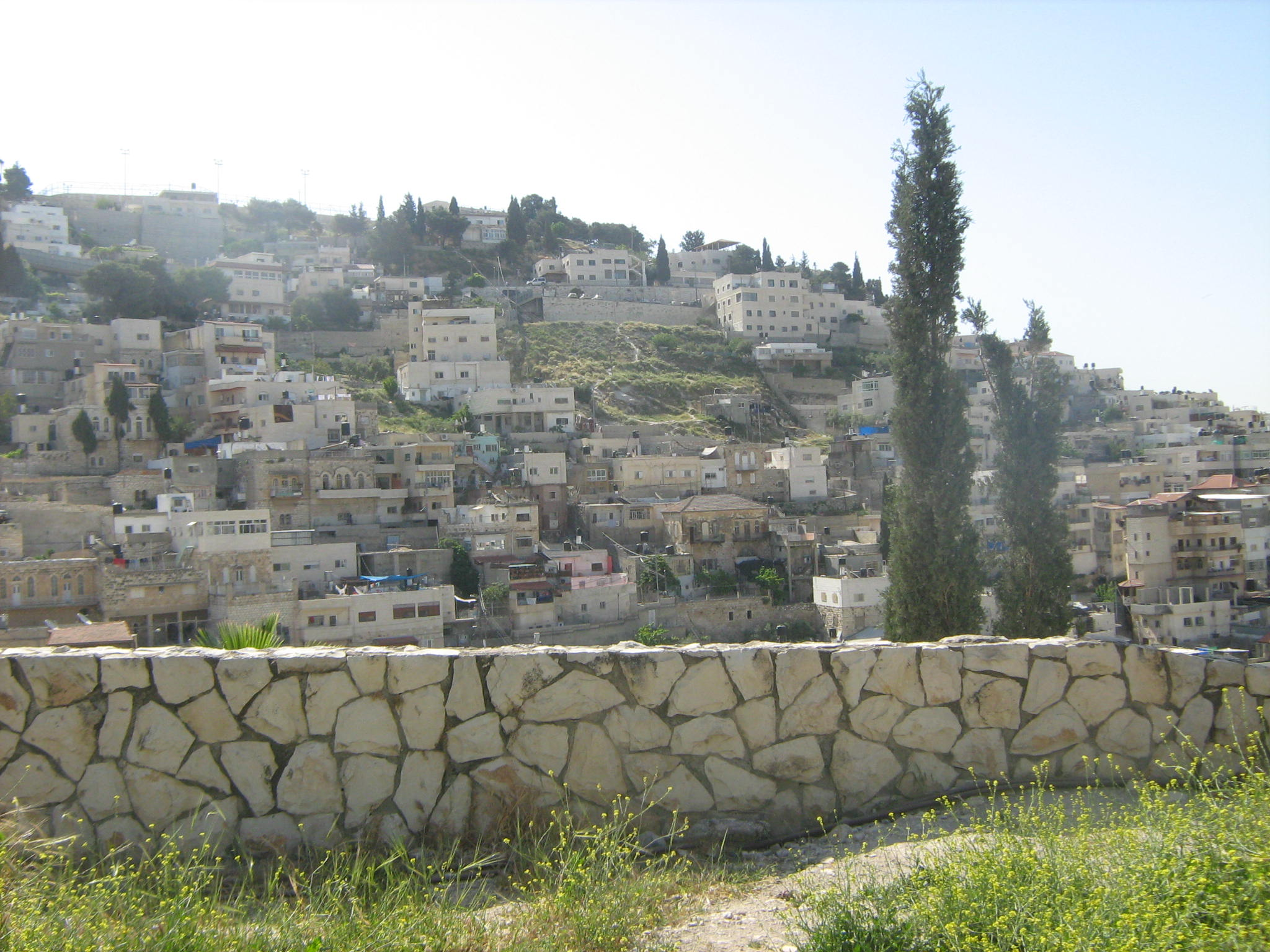
Деревня Сильван

На территории города Давида возникла арабская деревня Силуан, впоследствии ставшая одним из кварталов Иерусалима. На снимках середины XIX в. (1853—1857 гг.), сделанных шотландским фотографом Джеймсом Грэхемом, запечатлён хребет Ир Давид без какого-либо жилья. Он террасирован и засажен, очевидно, оливковыми деревьями.
Современные поселения на хребте Города Давида появились в 1873—1874 г.г., когда члены еврейской семьи раввинов и торговцев Меюхас, проживавшей в Иерусалиме с момента их изгнания из Испании, переселились в дом, стоявший на хребте на небольшом расстоянии от городских стен. На более поздних этапах Мандатного периода вверх по хребту Города Давида разрослась близлежащая деревня Силуан. В конце XIX века евреи, выходцы из Йемена, купили участок в деревне Силуан и основали там свою деревню, названую Шилоах. В ходе погромов 1920 и 1936 годов арабы убили многих жителей еврейской деревни. Оставшиеся в живых евреи были насильно выселены англичанами «во избежание дальнейших беспорядков», так, как это проделывалось ранее в Хевроне. Небольшая часть евреев ушла по своей воле.

### Современный период
После Арабо-Израильской войны 1948 г. вся территория оказалась к востоку от Зелёной Линии и попала под контроль Иордании. После 1967 г. арабские семьи продолжили проживать на хребте Города Давида и строить там дома. Сегодня на этом месте находится арабский район (бывшая деревня) Силуан; в этом районе живёт также несколько десятков еврейских семей.
Право контроля как над археологическими, так и жилищными аспектами Города Давида является предметом жаркого спора между израильтянами и палестинцами. В настоящее время Город Давида является частью национального парка Совев Хомот Ирушалаим («Обходящий Стены Иерусалима»), которым ведают Управление Природы и Парков и фонд ЭЛАД.
Острый территориальный спор продолжается до сих пор и сопровождается попытками создать так называемые «факты на земле» (от англ. «facts on the ground»), то есть физическую реальность, которая смогла бы в дальнейшем служить основанием для территориальных притязаний. Управление Природы и Парков (которое и так выдаёт разрешения на строительство на своей подконтрольной территории редко и неохотно) приняло решение, с целью смягчения конфликта, вообще запретить на территории Города Давида любое строительство, как еврейское, так и арабское. Вопреки запрету, в первые два десятилетия XXI века там было нелегально возведено несколько построек, не имевших коммерческого или практического значения, из очевидных идеологических соображений.
Неавторизованные постройки еврейских националистов были несколько раз снесены силами вспомогательных частей армии; позднейшие попытки восстановить их были пресечены уже на стадии подготовки. Неавторизованные постройки арабских националистов тоже были частью снесены, частью намечены к сносу, но снос многократно откладывался из-за политического и судебного давления со стороны Европейского Содружества, спонсировавшего строительство. Тем не менее по истечении 14-летней судебной тяжбы, в которой с обеих сторон участвовали авторитетные адвокаты международного класса, незаконные постройки были снесены окончательно.
В период с 1968 по 1977 гг. Израильское Исследовательское Общество начало первые археологические раскопки на Офеле под руководством Бенджамина Мазара и Эйлат Мазар. В настоящее время раскопки ведутся под многими из жилых домов. Сделано предложение превратить большую часть этой территории в археологический парк и восстановить ту часть Долины Кидрон, которая ныне занята палестинцами, присвоив ей статус парка под названием Царский Сад.

## Археологические раскопки на территории города Давида
| Год                 | Исследователь                    | Открытия | Публикации и ссылки |
| ------------------- | -------------------------------- | --- | ------------------- |
| Ок. 1838            | Эдвард Робинсон                  | Туннель Хизкияу | [ 41 ]              |
| 1867                | Чарльз Уорен                     | Система водных сооружений в том числе скважина Уорена. Городская стена с восточной стороны холма. | [ 42 ]              |
| 1880                | Дети, игравшие в туннеле         | Силоамская надпись (обнаружение) | [ 43 ]              |
| 1880-1889           | Конрад Шик                       | Силоамская надпись (публикация), туннель № 2 от источника Гихон до южной части г. Давида. | [ 44 ]              |
| 1886, 1890          | Герман Гуте                      | Фрагменты Силоамской церкви и Силоамского бассейна, фрагменты стен разных периодов восточнее г. Давида. | [ 45 ]              |
| 1894—1897           | Фредерик Блисс и Арчибальд Дики  | Фрагменты Силоамской церкви и Силоамского бассейна периода Второго Храма. Ступени, ведущие от бассейна к Храмовой горе. | -                   |
| 1909—1911           | Монтиго Паркер и Луи-Хуг Винсен  | Древние могилы (2-3 тысячелетие до н. э.) и участки укреплений. Очищен туннель Хизкияу. | [ 46 ]              |
| 1913—1914,1923—1924 | Раймонд Вейл                     | Надпись на греческом языке периода Второго Храма о строительстве синагоги коеном по имени Теодотос. Могилы (династии Давида?).                                                                                                 | [ 47 ]              |
| 1923—1925           | Роберт Макалистер, Гаро Дункан   | Ступенчатая стена, строения разных периодов в северной части города Давида | [ 48 ]              |
| 1927—1928           | Джон Крофт, Джеральд Фиджеральд. | Стена периода Первого Храма и городские ворота западнее города Давида | [ 49 ]              |
| 1961—1967           | Катлин Кенйон                    | Строения разных эпох; Городская стена ок.18 век до н. э.; Городская стена периода Первого Храма; Капитель X в. до н. э. (недоступная ссылка)                                                                                   | [ 50 ] [ 51 ]       |
| 1978—1985           | Игаль Шило                       | Ступенчатая стена, квартал периода Первого Храма, дом Ехиэля, десятки печатей с еврейскими именами, Наконечники стрел VI в. до н. э., глиняные черепки 3 тыс. до н. э.                                                         | [ 52 ]              |
| 1995—2010           | Рони Райх, Эли Шукрон            | Укрепления вокруг источника Гихон и бассейн для сбора воды кнаанского периода; Печати с изображениями VIII—IX в. до н. э.; Силоамский бассейн, улица и водосточный канал периода Второго Храма. Цитадель Сиона (оспаривается). | [ 54 ]              |
| 2005—…              | Эйлат Мазар                      | «Большое каменное строение»; Участок стены периода Первого Храма; Фрагмент глиняной таблички ок. 14 века до н. э. с надписью на аккадском языке                                                                                | [ 55 ] [ 56 ]       |
| 2007—               | Дорон Бен-Ами, Яна Чеханович     | Дворец Елены — царицы Адиабены (1 век н.э); Римская вилла; Строения византийского периода и множество монет 7 века н. э. | [ 57 ]              |
| 2018—               | Ифтах Шалев, Юваль Гадот         | Раскопки здания раннего эллинистического периода. Обнаружены золотые изделия, сережка и бусина, датируемые приблизительно III веком до нашей эры. На серьге изображено рогатое животное, возможно антилопа                     | [ 58 ]              |